# Narco-État
Selon la définition du Fonds monétaire international, un « narco-État » est un État dont « toutes les institutions légitimes ont été pénétrées par le pouvoir et la richesse issus du trafic illicite de drogue ».
Dans un narco-État, des activités criminelles sont souvent largement tolérées voire encouragées par les autorités gouvernementales. Les groupes criminels peuvent avoir des relations étroites avec les responsables gouvernementaux, en achetant leur protection ou en les corrompant pour garantir leur immunité contre les poursuites.
Les narco-États peuvent également avoir des conséquences graves pour les citoyens de ces pays, notamment la violence, l'insécurité, la corruption généralisée et le manque de confiance dans les institutions gouvernementales.
Cette définition inclut certains pays d'Amérique latine, tels que la Colombie (qui produit plus de 60 % de la production mondiale de cocaïne), le Mexique ou le Suriname ; d'Afrique comme la Guinée-Bissau ; du Moyen-Orient comme la Syrie ou l'Afghanistan ; ou encore d'Europe de l'Est comme l'Albanie.

## Concept et analyse
Le concept de « narco-État » est difficile à évaluer, car il ne suppose non seulement qu'une part significative de l'économie d'un pays soit issue du trafic de stupéfiants, mais aussi une complicité au sein des autorités dans ce trafic. La définition du  FMI est relativement floue, puisque la corruption qu'elle évoque peut exister à différents échelons, du niveau national au niveau local, y compris des petits fonctionnaires. Ce qui rend complexe à évaluer à partir de quel « seuil » d'implication de ses autorités un pays peut être considéré comme un narco-État. Les institutions concernées par la corruption peuvent être sécuritaires, judiciaires, mais aussi bancaires (pour le blanchiment d'argent) ou logistiques (pour le transport de cargaisons), tandis que cette collaboration avec les trafiquants peut être volontaire (motivée par l'appât du gain), ou forcée (obtenue par l'intimidation et la violence). Une partie significative de l'argent du narcotrafic est utilisé par les cartels pour acheter des logements à Dubaï afin d'être blanchi.
Quant au comportement des autorités à la tête d'un pays potentiellement considéré comme « narco-État », il peut s'agir :
- D'une implication active dans le narcotrafic, comme la Syrie de Bachar el-Assad où la 4e division blindée dirigée par le frère du président syrien Maher al-Assad participe à la production et le trafic du captagon[7], ce qui est aussi le cas dans une moindre mesure de la Division 39 en Corée du Nord[8].
- D'une passivité marquée par un certain « défaitisme » des autorités confrontées à un trafic considéré comme incontrôlable du fait de son ampleur[4], ou craignant une flambée de violence si elles s'attaquent frontalement aux cartels[9]. Ce comportement peut être assimilée à une forme de complicité, même aucune collaboration étatique avec les trafiquants n'est attestée[4].
- Dans d'autres cas, la corruption liée au trafic de drogue peut s'être généralisée dans toutes les institutions du pays (le faisant entrer dans la définition de narco-État) alors même que son gouvernement mène une guerre ouverte contre les narcotrafiquants, ce qui l'oblige à purger régulièrement son administration[10].

Ces critères permettent de différencier la situation d'un narco-État à un autre, le point commun étant l'impunité dans laquelle les cartels peuvent opérer.
Le risque pour un pays de devenir un narco-État augmente avec plusieurs facteurs : 
- Le positionnement géographique du pays propice à la production de cultures utilisées dans la fabrication de stupéfiants (comme l'Afghanistan) ou sa proximité avec un marché important (comme le Mexique vis-à-vis des États-Unis, ou la Syrie vis-à-vis de l'Arabie saoudite).
- Le niveau de corruption, dès lors que les autorités d'un pays, davantage intéressées par l’appât du gain que par l'intérêt public, sont plus enclines à encourager un trafic de stupéfiait sur leur territoire. Il est à ce titre révélateur que la plupart des pays qualifiés de « narco-État » sont très bas dans le classement de Transparency International sur l'indice de perception de la corruption : l'Albanie et le Panama (tous deux 101e), la Bolivie et le Mexique (touts deux 126e), l'Afghanistan (150e), le Honduras (157e), la Guinée-Bissau (164e), la Corée du Nord (171e), le Venezuela (177e) ou encore la Syrie (178e)[11].
- La pauvreté, et souvent une situation de conflit armé, qui pousse les habitants d'un pays, y compris ses fonctionnaires à rechercher d'autres sources de revenus. En Syrie, ce sont les sanctions économiques internationales qui poussent le régime à chercher d'autres sources de recettes[12].

## Exemples actuels et consensuels de narco-États

### Afrique

#### Guinée-Bissau
La Guinée-Bissau, petit pays côtier d’Afrique de l'ouest, est considéré comme une « tête de pont » du trafic de drogue international entre l’Amérique du Sud et l’Europe dans lequel l'État est impliqué jusqu'au sommet du pouvoir. Cela vaut à ce pays le qualificatif « narco-État » par l'Office des Nations unies contre les drogues et le crime. Sa pauvreté fait de ce pays une « proie » idéale : ses fonctionnaires, mal payés, sont faciles à corrompre y compris les militaires et forces de l'ordre, sa prison détruite depuis la guerre civile de 1998 et la surveillance des frontières inexistante.
La drogue y arrive par bateau ou par avion via l'archipel des Bissagos qui dispose des pistes d'avion de fortune construites pendant la Seconde Guerre mondiale alors que la Guinée-Bissau était une colonie portugaise. Tandis qu'une grande partie de l'argent gagné est envoyé et blanchi au Portugal, notamment via des « biens mal acquis » dans lesquels investie l'importante diaspora guinéenne installée dans ce pays.
En 2008, les élections législatives voient pour la première fois l'irruption de l'argent issu de ce trafic dans la campagne, permettant à une trentaine de trafiquants notoire d'être élus députés. En mars 2009, un double-attentat vise le président Joao Bernardo Vieira et son chef d'état-major des armées, le général Batista Tagmé Na Waié, qui décèdent tous deux à quelques heures d'intervalle. Il est considéré comme probable que ces attaques aient  été fomentés par les trafiquants colombiens en représailles de la destitution en août 2008 du contre-amiral José Américo Bubu Na Tchuto, chef de la marine nationale, qui couvrait le trafic.

### Amérique latine

#### Honduras
L'ancien chef d'État hondurien au pouvoir de 2014 à 2022 Juan Orlando Hernández est accusé par les États-Unis d'avoir conclu des accords avec des trafiquants pour acheminer des tonnes de cocaïne vers l'Amérique du Nord via le territoire du Honduras. Le frère de ce dernier Juan Antonio Tony Hernández Alvarado, ancien député, est arrêté à l'aéroport de Miami en novembre 2018, et jugé aux États-Unis en octobre 2019 pour trafic de cocaïne vers les États-Unis, possession d'armes, et d'être lié aux meurtres de deux narcotrafiquants rivaux en 2011 et 2013,. Le scandale devient politique quand le président Juan Orlando Hernández et son prédécesseur Porfirio Lobo sont soupçonnés d'avoir utilisé l'argent issu du narco-trafic pour financer leurs campagnes électorales de 2009 et 2013.
En 2021, le procès d'un trafiquant hondurien arrêté aux États-Unis Geovanny Fuentes, permet de prouver la collaboration entre les narcotrafiquants et la police, l’armée et le personnel politique, pour leur permettre d'agir en toute impunité sur le territoire hondurien. De nombreuses pistes d'aviation sont ainsi installées dans l’est du pays, d’où décollent régulièrement vers les États-Unis des avions chargés de drogue.
Le 7 février 2022, le secrétaire d'État des États-Unis Antony Blinken annonce que Juan Orlando Hernández figure sur une liste de dirigeants politiques corrompus depuis juillet 2021. La semaine suivante, alors que la justice américaine demande son extradition, la police hondurienne émet un mandat d'arrêt à son encontre et ce dernier se rend, tandis que sa maison est quadrillée par 600 policiers et des manifestants. Deux mois plus tard, l'ancien président hondurien est extradé vers les États-Unis pour y être jugé pour trafic de drogue et d’armes, et risque la prison à perpétuité, accusé d'avoir participé, entre 2004 et 2022, à un trafic de 500 tonnes de cocaïne.

#### Suriname
Le Suriname est utilisé comme une plaque tournante par les narco-trafiquants pour transporter la drogue produite en Colombie vers la Guyane, région française d'outre-mer, d'où la drogue est transportée vers la métropole. L'ancien président Desi Bouterse (au pouvoir de 2010 à 2020) a été condamné en 1999  aux Pays-Bas pour trafic de drogue. Depuis, un mandat d'arrêt international l'empêche de quitter le territoire du Suriname. Ronnie Brunswijk, vice-président du pays depuis 2020, a également été condamné pour trafic de cocaïne avant d'arriver au pouvoir.

#### Venezuela
La Drug Enforcement Administration, le service américain en charge de lutter contre le trafic de stupéfiants, estime que 150 à 200 tonnes de cocaïne en provenance de Colombie et à destination des États-Unis ou de l'Europe transitent par le Venezuela chaque année. Selon un ancien cadre de ce service, ce trafic, qui ne pourrait pas se faire sans la collaboration des militaires et des officiels du pouvoir, permettrait au président vénézuelien Nicolas Maduro de se maintenir au pouvoir. En mars 2020, le procureur général américain, William Barr inculpe ce dernier pour « narco-terrorisme », tandis que Washington propose une récompense de 15 millions de dollars pour quiconque contribuera à son arrestation et à sa condamnation.
Malgré cette collusion évidente entre les trafiquants et les autorités du pays, son importance dans le trafic international doit être nuancée ; seuls 10 % de la production de cocaïne de la Colombie, majoritairement à destination des États-Unis, transiterait chaque année par le territoire vénézuelien.

### Moyen-Orient

#### Afghanistan
La production d'opium s'est développé en Afghanistan pour plusieurs raisons historiques : 
- Une première raison ancienne, mais dont les conséquences se sont perpétuées dans le temps, est la série de « guerres de l'opium » menées par le Royaume-Uni contre la Chine au milieu du XIXe siècle pour obliger la puissance asiatique à ouvrir son marché à cette drogue, ce qui en a tiré la production dans les pays voisins, notamment l'Afghanistan[23].
- En Afghanistan, un climat et un sol favorable à cette production, mais aride pour d'autres cultures[24] ;
- Une structure tribale couplée à une instabilité politique presque constante depuis les années 1970 rendant difficile, pour tout gouvernement de lutter efficacement contre[24] ;
- Un manque d'alternative économique qui pousse les gouvernements successifs à tolérer, voire encourager cette production[24].

La culture d'opium augmente fortement dans les années 1980 avec la guerre de 1979-1989 qui disloque et appauvrit davantage la population, augmentant sa dépendance à ce secteur.
Le comportement des talibans, au pouvoir de 1996 à 2001, puis de nouveau à partir de 2021, est ambivalent. Si ces derniers ont dans un premier temps lutté contre le trafic d'opium via une fatwa du Mollah Omar édictée en 2000, cela semble davantage être dans un objectif de reconnaissance internationale de leur régime, qu'en raison d'une réelle ambition d'éradiquer cette activité de leur territoire. Pour autant, cette fatwa quoi qu'opportuniste, s'avère très efficace et permet donner un coup d'arrêt à ce trafic avec d'importantes répercussions internationales sur le commerce mondial d'héroïne dont l'Afghanistan est le premier producteur,.
Mais cet effet est de courte durée puisque l'année suivante, les attentats du 11 septembre 2001 provoquent une intervention militaire américaine en représailles qui renverse d'autant rapidement les talibans, que leur lutte contre le narco-trafic les avait rendu très impopulaires auprès des paysans afghans producteurs d'opium. Dès lors, le nouveau gouvernement pro-américain est face à un dilemme cornélien, entre la recherche d'un soutien populaire difficile à obtenir en interdisant la culture d'opium, et la recherche d'un soutien international, difficile à obtenir en l'autorisant. Cette position intenable pousse le nouveau président afghan Hamid Karzai à un exercice équilibriste consistant à tenir un discours de façade ferme dans la lutte contre le narco-trafic, tout en laissant celui-ci reprendre dans les campagnes. En 2002, un an après la chute des talibans, la production nationale d'opium atteint 3 400 tonnes, soit le même niveau qu'avant la fatwa du Mollah Omar. En 2005, la production et la vente d'opium, représentait 35 % du PIB de l'Afghanistan.
Dès lors, ce double jeu va se généraliser chez les élus locaux (dans un contexte où l'Afghanistan est aussi l'un des pays les plus corrompus au monde), tandis que parmi les rares personnalités politiques s'attaquant sérieusement à ce trafic, plusieurs sont assassinées. D'autres enfin, se livrent à des luttes opportunistes motivées par l'élimination de réseaux de trafiquants concurrents de ceux qu'ils protègent. En 2006, cinq ans après la chute des talibans, le directeur de l’Office des Nations Unies contre les drogues et le crime déclare que « l’Afghanistan est en train de passer de la narco-énonomie au narco-État ». L’année suivante, la production d'opium en Afghanistan atteint un record de 8 200 tonnes, puis 9 000 tonnes dix ans plus tard (en 2017), alimentant près de 90 % du trafic mondial d'héroïne. La même année, les talibans augmentent leur pression militaire, et prennent le contrôle de la majorité des exploitations d'opium, dont ils bénéficient pour s'armer et recruter.
L'armée américaine, déployée dans le pays jusqu'en 2021 est impuissante face à l'ampleur de ce trafic (malgré plusieurs bombardements ciblés), et la crainte, comme le gouvernement afghan qui leur est favorable, qu'une lutte trop acharnée donne un soutien populaire aux talibans. Certains analystes expliquent aussi leur passivité par le fait que les États-Unis, inondés de drogues d'origine colombienne, sont en revanche relativement épargnés, de par leur position géographique, par celles provenant d’Afghanistan. À partir de 2020, l'ouverture des négociations entre les États-Unis et les talibans, dont la puissance militaire n'a pas diminué en vingt ans, en vue d'un retrait des troupes américaines du pays, place le gouvernement d'Ashraf Ghani dans une position délicate. Se sachant très affaibli sans soutien militaire américain, ce dernier ne pouvait plus se permettre de s'aliéner le moindre parrain de l’opium.
L'année suivante, après le retrait négocié des troupes américaines, les talibans reprennent le pouvoir presque sans combattre en août 2021, après avoir largement bénéficié du trafic d'opium qu'ils avaient pourtant interdit eux-mêmes vingt ans auparavant, pour financer leur guérilla. Lors de la chute du régime de la République islamique d'Afghanistan, entre 20 et 30 % du produit national brut était lié à la production d'opium. Comme la génération précédente, les talibans, en quête de reconnaissance et de soutien international, décident d'interdire la production d'opium, mais reviennent rapidement sur leur décision, se sachant incapables de faire respecter une telle interdiction. Dans l'année qui suit leur arrivée au pouvoir la production nationale d'opium en Afghanistan augmente de plus d'un tiers. En septembre 2023, deux ans après leur prise de pouvoir, un rapport de l'Office des Nations unies contre la drogue et le crime alerte sur une hausse considérable du trafic de méthamphétamine en Afghanistan.
Néanmoins, trois mois plus tard, un nouveau rapport du même organisme de l'ONU dressant le bilan de l'ensemble de l'année 2023 en Afghanistan, déclare que a culture du pavot destiné à la production d’opium y a chuté d'environ 95 % en un an. Ainsi en fin d'année 2022, le pavot représentait un tiers de la production agricole du pays et occupait 233 000 hectares, contre 10 300 hectares fin 2023. Cette tendance, qui n'est pas en contradiction avec la hausse de la circulation des drogues de synthèse puisqu'il s'agit de deux produits différents, s'expliquerait par les mesures prises par les talibans pour bannir cette culture. Leurs motivations seraient religieuses, mais aussi de gagner en légitimité sur la scène internationale. En mai 2024, des affrontements éclatent dans le pays en raison de protestations d'agriculteurs contre l'interdiction de la culture du pavot.

#### Iran
En Iran, le corps des gardiens de la révolution islamique contrôle une large part de l'économie du pays allant jusqu'à 60 % de son PIB, et incluant des trafics en tout genre, notamment la drogue.

#### Syrie
Sous le régime de Bachar el-Assad, la Syrie est devenu l'un des principaux narco-États du Moyen-Orient en étant une plaque-tournante du captagon. La production et le trafic de cette drogue de synthèse composée de fénétylline sont devenus au fil de la guerre en Syrie une source alternative de financement pour la survie du régime syrien, criblé par les sanctions en raison de se répression sanglante de la révolution de 2011.

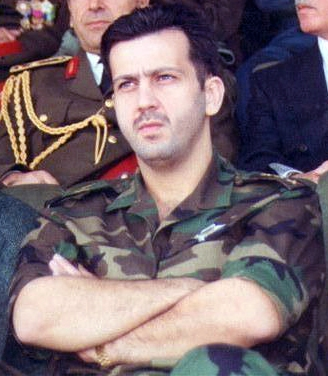
Maher al-Assad, frère du président syrien Bachar el-Assad, chef de la 4e division blindée,

En 2022, la Syrie concentre  80 % de la production de cette drogue de synthèse, devenu principal produit d'exportation du pays, avec des profits s’élèveraient à 10 milliards de dollars. La 4e division blindée, l'unité d'élite de l'armée syrienne dirigée par Maher al-Assad, frère du président syrien, serait au centre du trafic de captagon dans les zones contrôlées par le régime. Selon le journaliste Georges Malbrunot, plus d'une cinquantaine de laboratoires spécialisés dans la fabrication du captagon auraient été construits en Syrie avec l'aide du Hezbollah. Cette dernière est selon plusieurs rapports impliquée dans la fabrication de cette drogue de synthèse, et son exportation via les ports de Lattaquié et de Tartous, ou encore les poreuses frontières de la Syrie avec le Liban, l'Irak, et la Jordanie. La plupart de ces cargaisons sont destinées à l'Arabie saoudite ou cette drogue est très demandée, et vendue entre 1 et 25 dollars le cachet.
En 2023, le régime syrien utilise son contrôle du commerce du captagon qui fait des ravages dans la population de certains pays de la région comme l'Arabie saoudite et le Liban, pour obtenir des concessions diplomatiques, notamment sa réintégration dans la Ligue arabe. Le 7 mai, la Syrie est réintégrée dans la Ligue arabe, contre-partie probable des engagements de Damas à renforcer sa coopération avec ses voisins pour endiguer le trafic de captagon. Le lendemain, une frappe de l'armée de l'air jordanienne tue en Syrie Marai al-Ramthan, considéré comme étant le principal trafiquant de captagon dans la région, ainsi que sa femme et ses six enfants.
Toutefois, si le régime donne des signes de bonne volonté pour s’arroger les faveurs des pétromonarchies, son implication dans le contrôle du trafic et la sécurisation de la frontière semble en demi-teinte. Plusieurs observateurs et analystes doutent de la sincérité de Damas, soumise à de lourdes sanctions économiques internationales, à renoncer à cette manne financière. En août, une réunion syro-saoudienne prévue pour faire le point sur les progrès de leur relation bilatérale est reportée faute de développement sérieux, en particulier sur la lutte contre le narcotrafic de la part du régime syrien.
En décembre 2024, le régime Assad est renversé par une série d'offensives menées par une coalition de rebelles syriens à l'initiative du groupe jihadiste Hayat Tahrir al-Cham. Le refus de Bachar el-Assad de stopper le trafic de captagon malgré ses engagements pris auprès de ses soutiens arabes, est l'une de raisons de l'absence de soutien étranger apporté à son régime qui s'est effondré, lâché de toutes parts. Deux semaines plus tard, le gouvernement de transition syrien instauré par les rebelles à la suite de leur victoire, déclare avoir détruit près d'un million de pilules de captagon.

### Asie Pacifique

#### Corée du Nord
La Division 39, organisation gouvernementale secrète de la Corée du Nord visant à alimenter la caisse noire de son actuel chef d'État Kim Jong-un, en devises étrangères, générés par des activités légales et illégales telles que la contrefaçon monétaire (Superdollar) et le trafic de drogue. La métamphétamine produite en Corée du Nord, gérée par la division 39, est majoritairement exportée en Corée du Sud et Chine, deux pays dont Pyongyang serait le « fournisseur » principal.

#### Myanmar
En 2023, selon l'Office des Nations unies contre la drogue et le crime, le Myanmar a vu sa production d'opium fortement augmenter jusqu'à atteindre plus de 1 000 tonnes produites sur près de 47 000 hectares cultivés, et « détrôner »l'Afghanistan comme premier producteur mondial,. L'État shan en est le principal producteur, concentrant près de 88 % des surfaces cultivées productrices d'opium. L'ONU estime que cette économie rapporte au Myanmar de 1 à 2,4 milliards de dollars, soit l'équivalent de 1,7 % à 4,1 % du PIB du pays. Sans accuser les autorités de prendre part à cette production et à  ce trafic, le rapport pointe leur acceptation de la situation dont elles tirent profit,.

### Reste du monde

#### Albanie
L'Albanie est le principal producteur européen de cannabis, dont la production est principalement exportée vers l’Italie et, dans une moindre mesure, la Grèce. La complicité de l'État est avérée non seulement du fait de la protection des producteurs par la police, mais aussi par la mise à disposition d'infrastructures de transport, comme les bases navales et aériennes, pour l'exportation. En retour, le Premier ministre Edi Rama est accusé de toucher des pots de vin (notamment des participations au financement de ses campagnes électorales), tandis que l'ancien ministre de l'Intérieur Saimir Tahiri (de 2013 à 2017) a aussi été mis en cause pour des accusations de complicité de trafic de drogue.

## Pays exposés à cette menace

### Amérique du Sud

#### Colombie
Si le trafic de drogue représente une part importante de l'économie colombienne (qui produit 60 % de la cocaïne du monde), les collusions entre trafiquants et fonctionnaires comme les forces de l'ordres sont limitées à quelques régions périphériques. Mais ça n'a pas toujours été le cas, notamment à l'époque de l'activité de Pablo Escobar.

#### Équateur
En janvier 2024, l'Équateur, inondé de cocaïne produite au Pérou et en Colombie voisine, est secoué par une vague de violence liée à l'action de groupes de narcotrafiquants. Alors que le gouvernement de Daniel Noboa leur déclare une guerre totale avec l'appui des États-Unis, des dizaines d'hommes politiques, procureurs, policiers et un ancien directeur de prison sont accusés d'avoir accordé des faveurs à des gangs en échange d'argent, d'or, de prostituées, d'appartements et d'autres biens luxueux. Parmi eux, douze personnes, dont des magistrats et un ancien député, sont arrêtées en mars dans le cadre d'une purge de fonctionnaires soupçonnés d'être liés au trafic de drogue.

#### Mexique
Le Mexique est qualifié par les journalistes et chercheurs Octavio Rodríguez-Araujo et José Luis Solís González de « régime politique néolibéral à penchant technocratique, avec une forte présence de représentants du crime organisé au sein de ses différentes institutions, de l’économie et de la finance ».
C'est dans les années 1990, conséquence de la libéralisation économique du pays, près la crise de la dette dans les années 1980 que le trafic de drogue, très rentable et bénéficiant de la proximité de l'un des principaux producteurs (la Colombie), et l'un des principaux marchés (les États-Unis), voit sa part augmenter dans l'économie mexicaine.Cette tendance s'est accélérée avec la désindustrialisation des années 2000, tandis que la corruption et l’impunité sont devenues endémique.
Les cartels disséminés à travers l’ensemble du territoire dont ils contrôlent des zones entière, développent une énorme capacité de corruption et de pénétration des appareils et des institutions de l’État, au niveau local, régional et national. La présence du crime organisé dans les institutions publiques et dans l’économie se reflète dans des partenariats et dans la collusion des cartels avec des fonctionnaires, comme par le pacte de non-agression, conclu 2008 entre Joaquín Guzmán dit « El Chapo », chef du puissant cartel de Sinaloa, et le Ministre de l'intérieur Juan Camilo Mouriño. En contrepartie, El Chapo aurait fourni des renseignements qui auraient aidé à la capture ou à l’élimination de gangs rivaux.
Ce pacte révèle une ambivalence du gouvernement mexicain de Felipe Calderón au pouvoir de 2006 à 2012. À son arrivée à la présidence, celui-ci a officiellement déclaré une guerre totale aux narco-trafiquants, particulièrement coûteuse et meurtrière, tout en concluant dans le même temps des accords avec le cartel de Sinaloa.
En vingt ans entre 2003 et 2023, la guerre contre la drogue au Mexique aurait fait plus de 300 000 morts.

### Europe

#### Belgique et Pays Bas
Dans le cas de la Belgique et des Pays-Bas, les deux principales portes d'entrée pour les importations de stupéfiants en Europe via les ports d'Anvers et de Rotterdam, le terme de « narco-État » est parfois utilisé pour caractériser non pas une implication des autorités dans ce trafic, mais leur impuissance ou désintérêt à lutter contre,,. Environ deux-cents tonnes de cocaïne transiterait chaque année par ces deux ports.
Les Pays-Bas voisins sont davantage mis en cause en raison de la tolérance particulière des autorités de ce pays, l'un des rares en Europe à avoir légalisé la consommation de cannabis sur son territoire, puis la production de ce dernier en 2020. Hors, loin de dissuader les trafics clandestins de stupéfiant, cette tolérance des autorités hollandaise aurait fait exploser le commerce, ainsi que la fabrication de drogues « dures » : la moitié de la cocaïne consommée en Europe passerait par le port de Rotterdam, tandis que le Royaume serait le principal lieu de fabrication et de conditionnement de drogues de synthèse en Europe. Lorsque des trafiquants sont arrêtés, la lenteur des procédures judiciaires et la faiblesse des peines généralement infligées dans les affaires de drogue – quand elles finissent par aboutir – sont d’autres caractéristiques du système néerlandais.
Dans le port belge d'Anvers, on estime que seule 10 % de la drogue importée est saisie par les autorités, tandis 90 % parvient à entrer sur le territoire pour être écoulée sur le marché européen. Le montant total des importations de drogue arrivant par ce port oscillerait entre 50 milliards et 60 milliards d’euros par an, entraînant un acharnement de violence entre les gangs impliqués dans ce trafic. Les trafiquants achètent par des pots-de-vin la collaboration de dockers, et tentent d'obtenir par des incitations financières ou par des menaces et intimidations, la collaboration de fonctionnaires dans les douanes et la police. En 2017, un ancien directeur de la police judiciaire fédérale à Anvers, déclare que des trafiquants auraient réussi à infiltrer ses services. Les craintes, désormais, portent sur le risque d'une infiltration des milieux politiques, de services juridiques, ou de promoteurs immobiliers pour blanchir l'argent. Parallèlement, le manque de moyens mobilisés par les autorités pour lutter contre ce trafic, au regard de l'ampleur de la tâche, est souvent dénoncé par les fonctionnaires chargés de cette lutte.
Toutefois, certains observateurs pointent aussi le fait que la responsabilité de ces deux petits pays parait écrasante, pour lutter contre un problème international dont l'ampleur les dépasse. En janvier 2023, les douanes des deux pays donnent une conférence de presse conjointe, signe de leur coopération, pour annoncer les saisies records faites en 2022 dans les ports d'Anvers et de Rotterdam.

#### France
En France, en novembre 2024, le ministre de la justice Didier Migaud alerte sur la multiplication des tentatives de corruption et des menaces visant des magistrats et de policiers, de la part de narcotrafiquants. Les dockers du port du Havre, première porte d'entrée de la drogue en France, sont particulièrement exposés à ces tentatives et ces menaces. Le journal L'Opinion publie une enquête affichant les « tarifs » de la corruption proposés par les narcotrafiquants : 5 000 € pour qu'un policier consulte un ficher, 50 000 € pour qu'un greffier glisse une erreur dans une procédure judiciaire afin d'obtenir une remise en liberté, et 100 000 € pour qu'un docker cache un conteneur chargé de cocaïne,. Face à ce constat, Didier Migaud se dit favorable à la création d'un parquet national spécialisé dans la lutte contre le narcotrafic.

## Exemple historiques

### Empire britannique
L'empire britannique  au milieu du XIXe siècle était un narco-État qui utilisait massivement ses compagnies maritimes pour transporter de l'opium cultivée au Bengale (partie de l'Inde britannique) vers la Chine. Jusqu'à 40 000 caisses d'opium y étaient exportées chaque année par la couronne britannique, payées en lingots d'argent. La décision de Lin Zexu de stopper ce trafic conduit aux guerres de l'opium remportées par le Royaume-Uni qui impose à la dynastie Qing au pouvoir en Chine l'ouverture de cinq ports supplémentaires.

### Mandchoukouo
Au nord-est de la Chine le Mandchoukouo, état fantoche contrôlé entre 1932 et 1945 par l'empire du Japon après l'invasion japonaise de la Mandchourie, est l'un des premiers États de l'Histoire à avoir été défini comme « narco-État ». Exploitant, à l'instar des Britannique, l'addiction d'une partie de la population chinoise à l'opium, les envahisseurs japonais se réapproprient ce commerce lucratif pour financer leur mainmise sur la Chine.

#### Rapports
- Geoff Ramsey et David Smilde, « Beyond the narcostate narrative, What U.S. Drug Monitoring Data Says About Venezuela », Washington Office on Latin America,‎ mars 2020 (lire en ligne)

#### Presse et vulgarisation
- Emmanuel Haddad, « Le captagon, nouveau nœud gordien dans la normalisation avec le régime syrien », L'Orient-Le Jour,‎ 3 avril 2023 (lire en ligne)
- Emmanuel Haddad, « Le captagon, nouvel atout du maître chanteur Bachar el-Assad », L'Orient-Le Jour,‎ 6 avril 2023 (lire en ligne)